# Tadocizumab
Il tadocizumab è un anticorpo monoclonale umanizzato che agisce sull'apparato circolatorio; si lega all'integrina αIIbβ3, un recettore di fibrinogeno e fibronectina presente sulla superficie delle piastrine. L'anticorpo è stato progettato per il trattamento dei pazienti che si sottopongono ad interventi di angioplastica coronarica ed è stato prodotto dalla casa farmaceutica Yamanōchi Pharma America, Inc.